# Liste der Naturdenkmale in Zellertal
Die Liste der Naturdenkmale in Zellertal nennt die im Gemeindegebiet von Zellertal ausgewiesenen Naturdenkmale (Stand 28. März 2024).

## Naturdenkmale
| Nr.         | Bezeichnung                | Lage                                                     | Beschreibung                                                                                      | Bild                                    |
| ----------- | -------------------------- | -------------------------------------------------------- | ------------------------------------------------------------------------------------------------- | --------------------------------------- |
| ND-7333-003 | Vogelschutzgehölz Hainlust | Niefernheim, südöstlich des Ortes; Flur In der Benn Lage | auch Niefernheimer Löcher; Quellweiher mit umgebenden Gehölz; flächenhaftes Naturdenkmal, 0,15 ha | mehr Fotos \| Fotos hochladen           |
| ND-7333-037 | Drei Platanen              | Harxheim, Wachenheimer Straße, hinter Nr. 4 Lage         | Platanus sp., drei Bäume; um 1910 gepflanzt, 20 m hoch bei 3 m Umfang                             | Direkt Bild zu diesem Denkmal hochladen |
| ND-7333-052 | Wodansfelsen               | Zell, westlich des Ortes; Flur Torben Lage               | Kalkalgenstock                                                                                    | Fotos hochladen                         |
| ND-7333-085 | Drei Rosskastanien         | Harxheim, Löwenbrunnen, bei Nr. 8 Lage                   | Aesculus hippocastanum, drei Bäume                                                                | Direkt Bild zu diesem Denkmal hochladen |